# 竹内けん
竹内 けん（たけうち けん、ペンネーム）は、日本の小説家（活動分野はジュブナイルポルノ及び官能小説）。
本名や生年月日を含め、ほとんどのプライベート情報は非公開だが、『竹内けんハーレムシリーズ公式ガイドブック』の本人によるあとがきの内容によると年齢は30代後半から40代前半と推察される。また、「東北の港町」に居住していると本人のサイトに記されている。

## 概要
2000年に『黄金竜を従えた王国』でデビュー。ほとんどの著作は、「神聖帝国興隆記シリーズ」（「ハーレムシリーズ」とも称される）に属しており、同一の世界観を共有している。なお、竹内がおもに著作を発表している二次元ドリーム文庫自体が、いわゆる「ハーレムもの」を主流としているため、レーベル的に言えば竹内が際立ってハーレム系の作品を執筆しているわけではない。
戦国時代や三国志などの歴史作品を愛好しており、NHKの大河ドラマは欠かさず見ているとのこと。著作の「神聖帝国興隆記シリーズ」も架空戦記・架空の歴史小説としての色彩を強く持っている。
作品執筆にあたり最も影響を受けた作品は『銀河英雄伝説』、最も影響を受けた官能小説家は睦月影郎であると本人が語っている。またライトノベルでは神坂一が好きな作家であるとのこと。
架空でなく現実の歴史小説としても、水野藤十郎を主人公とした「戦国艶武伝」（全4巻）がある。「戦国艶武伝」もハーヴェスト出版から出版されているジュブナイルポルノであり、章ごとに濡れ場が用意されているが、内容的にはかなり歴史に忠実。史料が足りない分は現地取材を行うなどしており、竹内自身も「この業界（ジュブナイルポルノ業界）で取材旅行というのは、たぶん、異例であろう」と発言している。

## 神聖帝国興隆記シリーズ
主に二次元ドリーム文庫から出版されている竹内の代表作で、剣と魔法のファンタジー世界を舞台としている。シリーズ作品中でも「ハーレムキャッスル」は人気が高く、小説版はシリーズ4作目までが刊行され、キルタイムコミュニケーション発行のアダルトマンガ雑誌「メガミクライシス」でも外伝の漫画版が連載されていた。
この物語群に属する作品のうち、二次元ドリーム文庫のものは「ハーレムキャッスル」、「ハーレムパイレーツ」など、全て「ハーレム××」という風にタイトルが付けられている。そのため、「ハーレムシリーズ」とも称される。公式サイトでも「神聖帝国興隆記」が正式とされているが、より内容を正確に示す「ハーレム・シリーズ」と紹介されることが一般的である。ただ、二次元ドリーム文庫以外の作品では、二次元ドリームノベルズのレーベルから発行されている『黄金竜を従えた王国』や『ふたりの剣舞』などタイトルに「ハーレム」がついていない作品もわずかながら存在する。それでもこの物語群が「神聖帝国興隆記シリーズ」と呼ばれるのは竹内のデビュー作品であり、シリーズ通算第一作でもある『黄金竜を従えた王国』の下巻あとがきの記述に基づく。
シリーズ中では、同一の世界を舞台にしているが、主人公たちの活躍する時や場所が異なっているのが特徴。そのため、どの作品から読んでも楽しむことができる。ある作品で主人公を務めていた人物が別の作品で脇役として登場したり、またある作品が別の作品の後日談になっていたりすることがある。また、作品の発表順と時系列が一致するわけでもない。たとえば、「ハーレムパイレーツ」や「ハーレムパラディン」でエトルリア王国の第4王子として登場するリカルドの場合、「ハーレムクライシス」と同時期にクーデターを成功させ、「ハーレムシャドウ」ではエトルリア王国の国王として登場したりする。
また、主人公やヒロインの身内が他作品で主人公やヒロイン、あるいは脇役として登場する場合もある。例えば、ラルフィント王国を舞台とする「ハーレムエンゲージ」の主人公バージゼルとヒロインの1人オーフェンの息子ケーニアスは、その後日談に当たる「ハーレムウィザードアカデミー」では主人公を務め、さらに後日談の「ハーレムプリズナー」ではケーニアスの異母姉のネメシスがヒロインの1人として登場する。この他、ドモス王国の侵攻を受けたインフェルミナ王国を舞台とする「ハーレムクライシス」の後半で主人公アリオーンが祖国奪還を宣言する様子を、「ハーレムデスティニー」の前半で主人公ライラックが目の当たりにする場面がある。